# Viaduc sur le Vecchio
Le viaduc sur le Vecchio, également appelé à tort "pont Eiffel", est un viaduc métallique ferroviaire situé en Haute-Corse, en France.
L'ouvrage d'art s'appui sur deux piles en travées et sur deux culées d'accès Nord et Sud construites en maçonnerie de moellons.

## Etudes et Conception
Le projet étudié par la "Société de Construction de Levallois-Perret" (1893-1937) qui succéda aux "Ateliers Eiffel", fut approuvé par le ministre des travaux public en 1890, pour franchir la petite vallée du Vecchio.
La construction débuta après des relevés géométriques et topographiques, par les 2 culées en maçonnerie Nord et Sud, et les 2 piles en pierres de moellons fondées dans le lit de la rivière. Ces travaux furent attribués à l'entreprise "VIGNOLE" (maitre d'œuvre des travaux de fondations et de maçonnerie). (Structurae)

## Pont-Rail
Cet ouvrage supporte la voie unique des "Chemins de fer de la Corse" de sa ligne de chemin de fer reliant Bastia à Ajaccio qui fut ouverte le 3 Décembre 1894. Il enjambe les gorges du Vecchio, partagées entre les communes de Venaco au Nord et Vivario au Sud. Sa construction fut entreprise entre 1890 et 1894, et permis d'ouvrir à la circulation des trains le tronçon Corte - Vivario.
'L'édifice attribué à tort à Gustave Eiffel et sa société, ce sont en réalité, à l'ingénieur Maurice Koechlin, au constructeur Guillaume Tollinchi et à la société de construction de Levallois-Perret - maitre d'oeuvre - créée en 1893 après la retraite de Gustave Eiffel et son départ de sa société, éclaboussé par l'affaire du scandale de Panama - qu'est dû cet ouvrage - (Structurae)'.

## Travaux d'entretien et de rénovation
Des travaux lourds d'entretien de l'ouvrage ont été entrepris du 28 Octobre 2018 au 3 Mars 2019 sur l'ensemble des 3 travées du tablier métallique. Fermeture à la circulation des rames, avec dessertes par navettes d'autocars entre Corté et Vivario, Installations de chantier sur l'ancien pont routier, avec accès aux travaux par un ascenseur montant le long du pilier coté Nord. Bâchage de protection de l'ensemble du tablier, Dépose de la voie, du platelage et de ses traverses d'augets, contrôles et réparations des assemblages, protections et mise en peinture des parties métalliques, remontage et pose de la nouvelle voie.
(Article Rail Passion du 24/09/2019 - Marius d'Oriano)

## Caractéristiques techniques
- Longueur du tablier métallique : 140,00 m
- Longueur totale : 170,96 m
- Hauteur au-dessus du cours d'eau : 84,00 m
- Largeur hors tout du tablier : 4,00 m
- Travée de rives - portée : 1 x 44 m et 1 x 44,52 m, entre les axes des supports d'articulations
- Travée centrale - portée : 52 m, entre les axes des supports d'articulations - données (Structurae)
- Tablier conçu sur deux étages : voie ferrée posée sur un platelage métallique en haut, chemin d'accès piéton pour entretien de l'ouvrage en bas
- Prix de la construction : 400 000 F de l'époque[5]

## Protection
L'ouvrage ferroviaire bénéfice de l'inscription au titre des monuments historiques par arrêté du 29 juillet 1976.

## Galerie

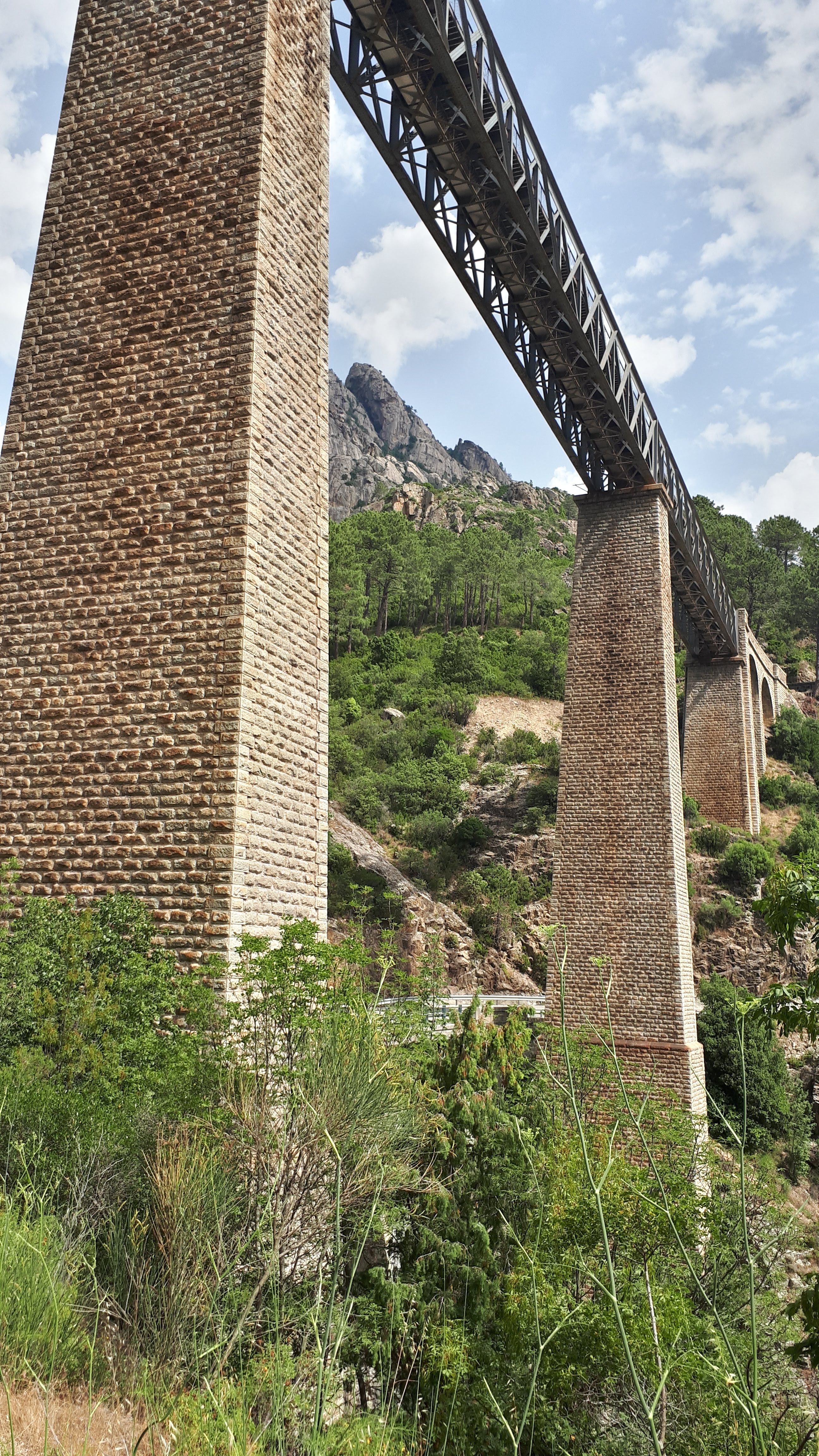
Vue des piles en maçonnerie de moellons et la culée Nord.
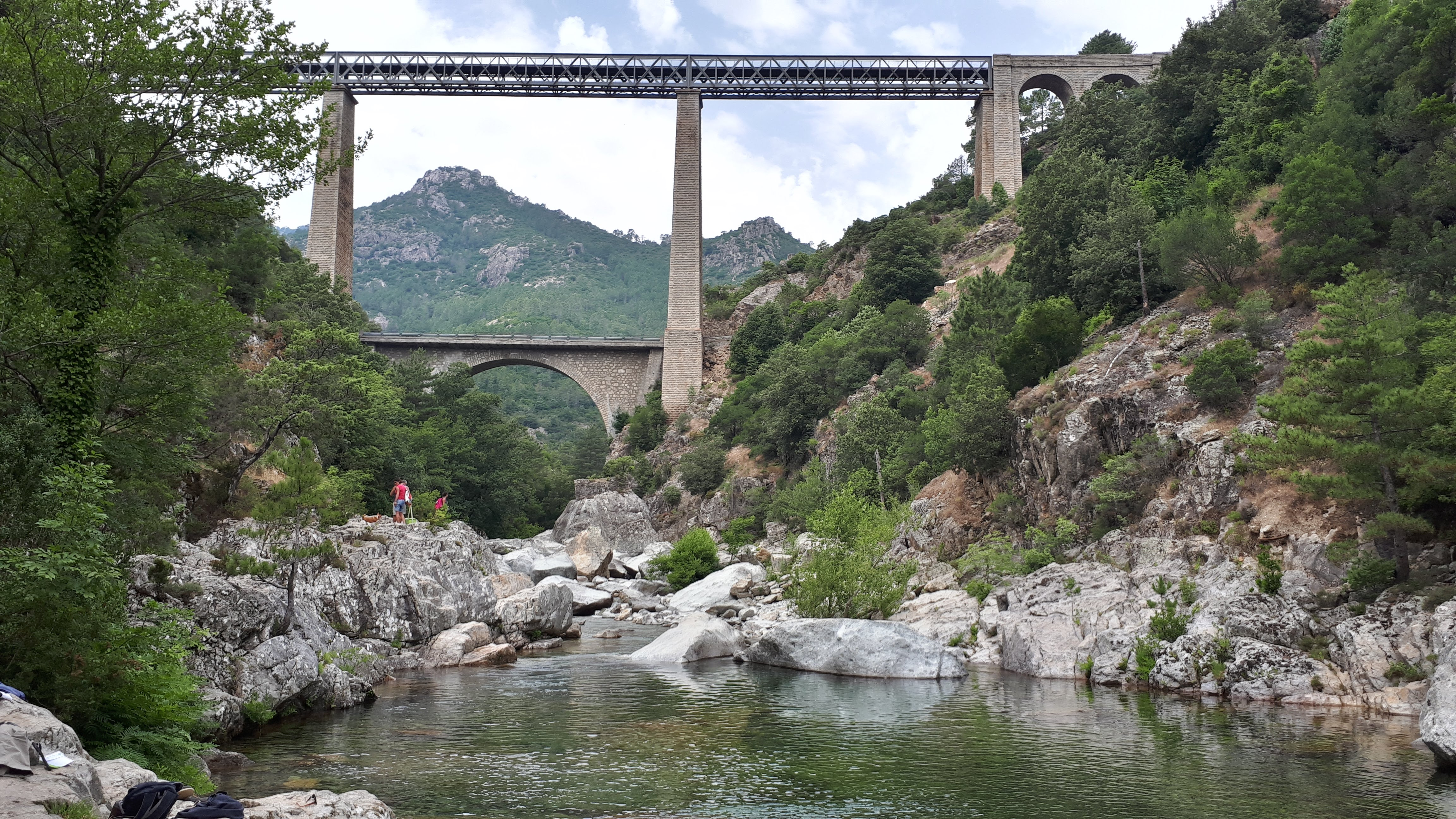
Vue de l'ouvrage depuis le lit de la rivière - (côté aval).
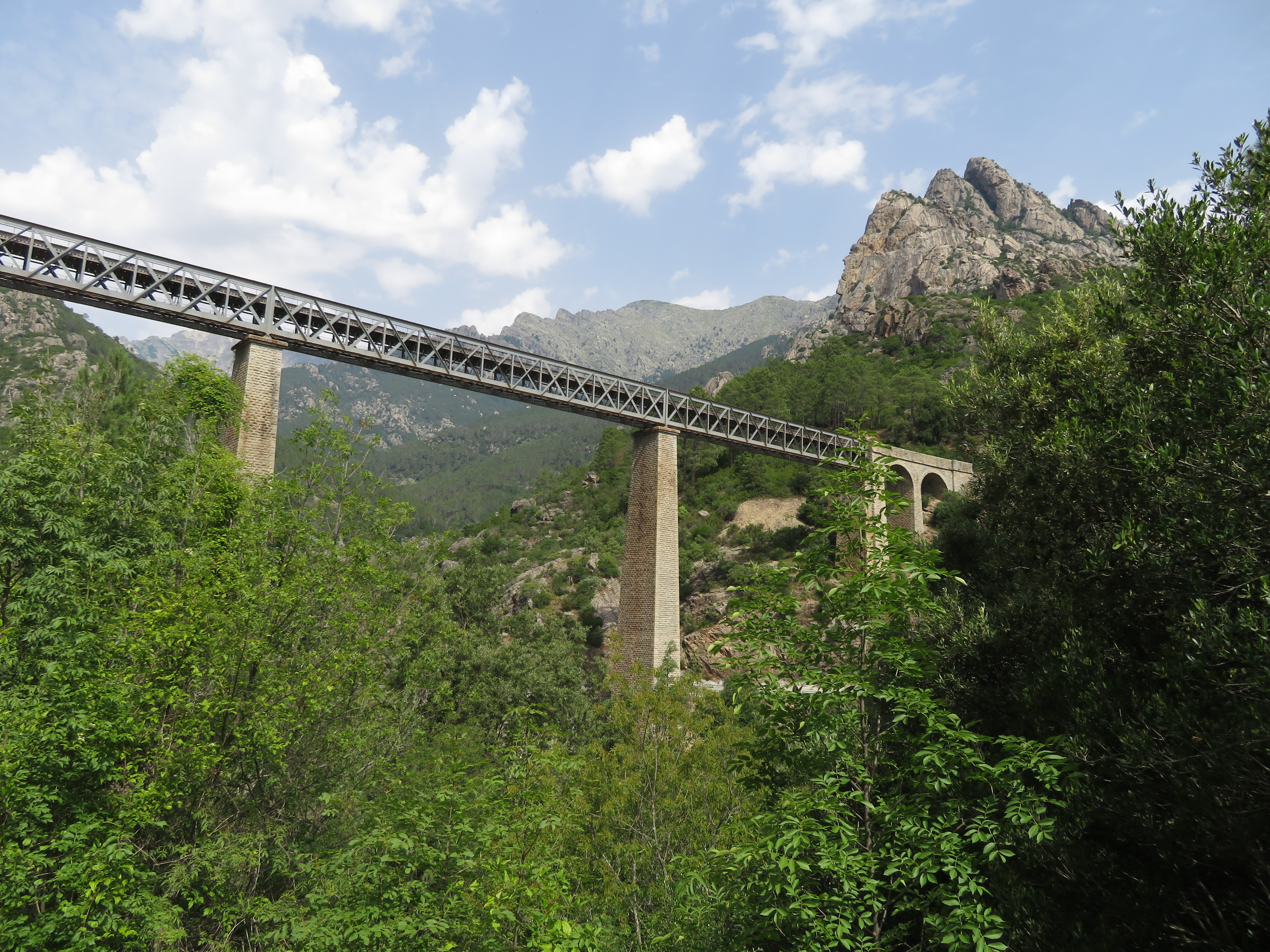
Vue du site et du relief boisé entourant le viaduc - (côté Aval).

Vue générale avec le pont routier historique désaffecté - ex RN 193.
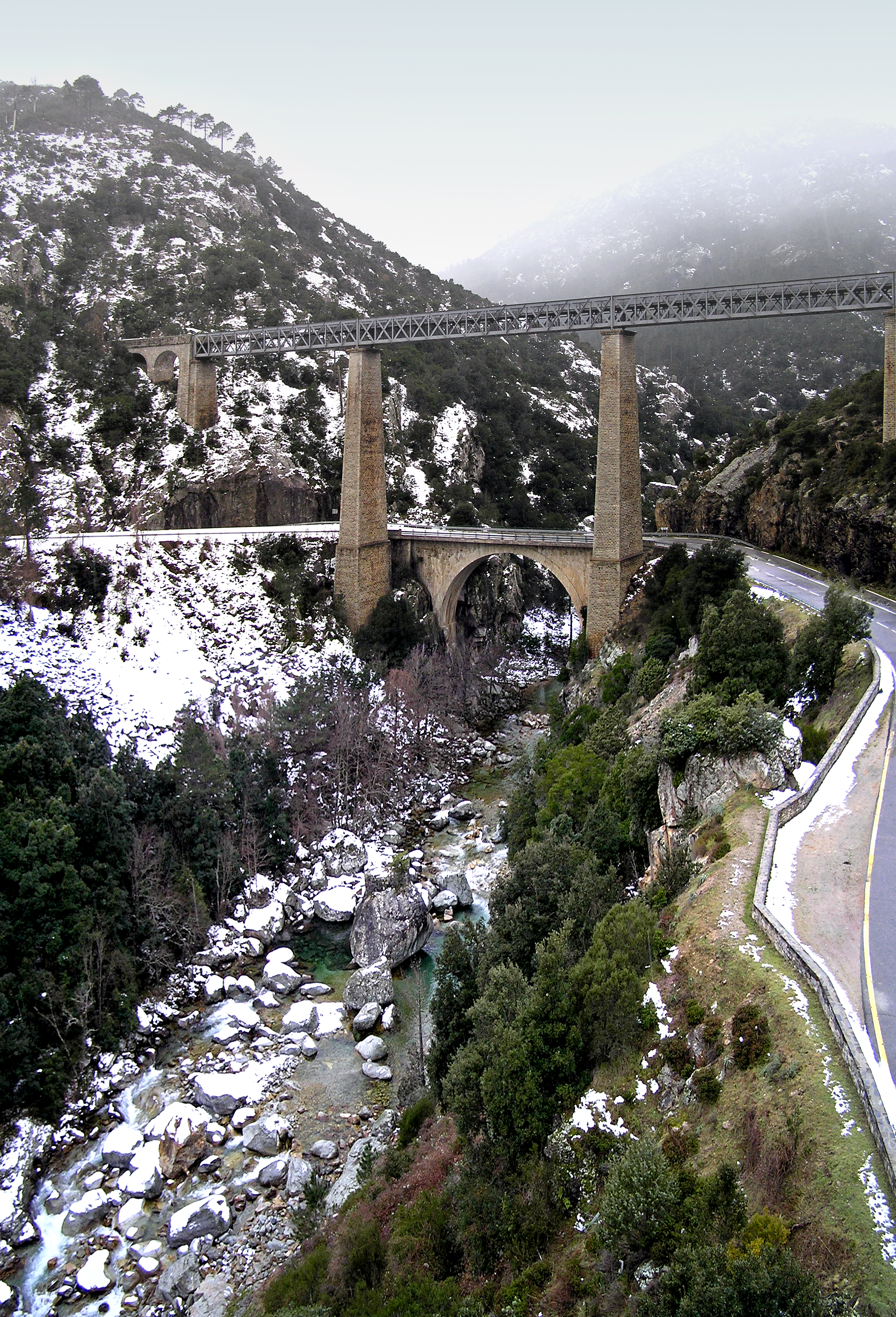
Vue de l'ouvrage en hiver sous la neige.
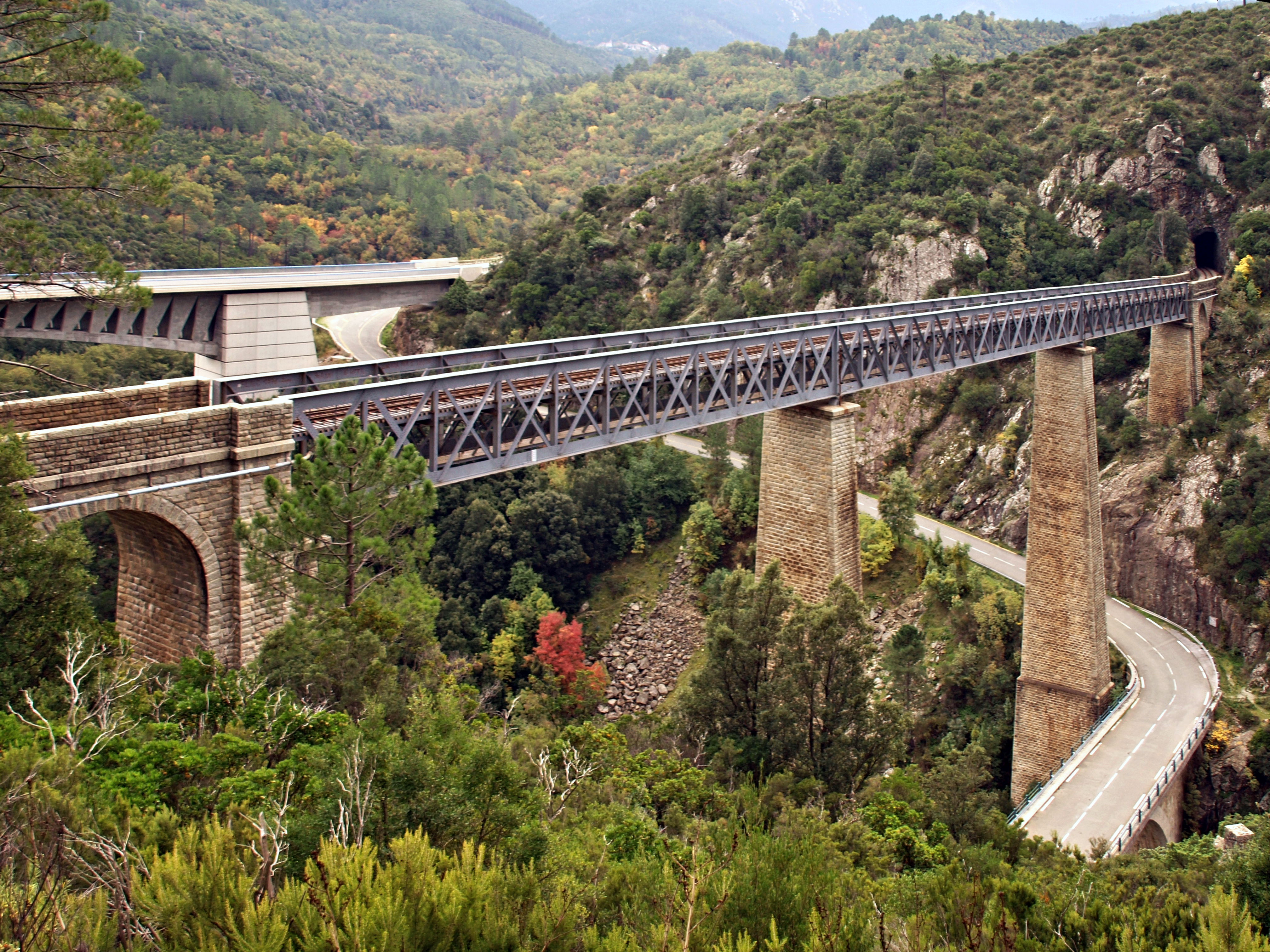
L'ensemble des 3 ponts. Pont Baggioni - RT 20 - entreprise RAZEL - viaduc ferroviaire et route du pont routier historique désaffecté, ex-RN 193.